# Briolanja Ferraz
Briolanja Ferraz, Soror (1469-1552), filha de Afonso Ferraz e Isabel Fernandes Andorinha. Foi abadessa do Convento de Santa Clara, do Porto, e poetisa portuguesa. Havia realizado a sua profissão religiosa no Convento de Santa Clara, de Vila do Conde.
Escreve Poesias Várias - obra que entretanto se perdeu.